# Public Image: First Issue
Public Image: First Issue ist das Debüt-Album der britischen Band Public Image Ltd, das 1978 unter Virgin Records veröffentlicht wurde. Es gilt als eines der wegweisenden Alben in der Entwicklung des Post-Punk.

## Aufnahmen
Die Debütsingle Public Image wurde zuerst aufgenommen. Die Aufnahmen begannen an einem Montag Mitte Juli 1978 (höchstwahrscheinlich am 10. oder 17. Juli) in den Advision Studios in London mit Toningenieur John Leckie und Kenneth Vaughan Thomas als assistierendem Toningenieur. Zum Mixen und um Overdubs hinzuzufügen, ging die Band dann mit den Toningenieuren Bill Price und Jeremy Green in die Wessex Studios.
Am Samstag, 22. Juli 1978, berichtete die Musikpresse, dass die Band im Studio gewesen sei; in der folgenden Woche verkündete Virgin Records, dass PiLs Debütsingle am 8. September 1978 erscheinen würde.
Die komplette erste Seite des Albums wurde im Herbst 1978 in den Townhouse Studios und im The Manor Studio mit Toningenieur Mick Glossop aufgenommen.
Die letzten drei Songs auf der zweiten Seite wurden in den Gooseberry Sound Studios, einem billigen Reggae-Studio, das genutzt wurde, weil der Band das Geld ausgegangen war, mit Toningenieur Mark Lusardi und assistierendem Toningenieur Jon Caffery aufgenommen. Lydon kannte das Studio bereits von Demo-Sessions der Sex Pistols aus dem Januar 1977.
Ende September 1978 waren die Aufnahmen für das Album abgeschlossen. Die Band überlegte kurz eine alternative Version von Public Image mit anderen Texten auf dem Album zu verwenden, diese Idee wurde schließlich aber verworfen.
Im November oder Dezember 1978 kehrten Wobble und Levene in die Gooseberry Sound Studios zurück um die 12-inch EP mit dem Titel Steel Leg V. the Electric Dread mit Gastsängern Vince Bracken und Don Letts aufzunehmen.
Für den finalen Mix der Album-Tracks kehrte die Band zusammen mit Glossop in die Townhouse Studios zurück.

## Promotion-Video
Im August 1978, wurde ein Promotion-Video für die bevorstehende Single Public Image von Peter Cliftons Produktionsfirma Notting Hill Studio Limited gedreht, welche gerade den Film The Punk Rock Movie fertiggestellt hatte. Das Promo-Video wurde am 15. September 1978 veröffentlicht und im Oktober 1978 zweimal im britischen TV ausgestrahlt. Im Dezember 1986, wurde es auf VHS veröffentlicht, und auf DVD im Oktober 2005.

## Abgesagte amerikanische Veröffentlichung
Am 9. Februar 1979 pressten die Warner Bros. Recording Studios in North Hollywood eine Testpressung des Albums für PiLs amerikanisches Label Warner Bros. Records. Der Sound des Albums wurde als zu unkommerziell für eine Veröffentlichung auf dem amerikanischen Markt angesehen, weswegen PiL gebeten wurden, Teile des Albums neu aufzunehmen. Obwohl die Band zwischen März und Mai 1979 einige Songs neu aufnahmen, wurde das Album nie in den USA veröffentlicht. 1980 wurde jedoch der Song Public Image von Warner Bros. auf dem Kompilation-Album Troublemakers als einziger Albumtrack veröffentlicht.
Die neu aufgenommene Version von Fodderstompf wurde als Megga Mix als B-Seite der 12″-Single von Death Disco (29. Juni 1979) veröffentlicht. Diese Version ist ebenfalls auf dem Kompilation-Album Plastic Box (1999) und der Metal Box: Super Deluxe Edition (2016) enthalten. Bis heute wurde sonst kein weiterer Song der Re-Recording Sessions offiziell veröffentlicht.
Am 18. Juni 2013 wurde das Album schließlich von Light in the Attic Records in den USA veröffentlicht.

## Rezeption
1979 berichtete der New Musical Express, dass ein Gericht in Malta den Verkauf des Albums untersagt hatte, weil der Text von Religion die öffentliche Moral und den Anstand verletzte.
Bei seiner Veröffentlichung wurde Public Image: First Issue im Sounds mit 2 (von 5) bewertet. Reviewer Pete Silverton sagte, die Single sei der „einzige wirklich lohnenswerte Track des Albums.“ Er nannte die anderen Songs „krankhaft richtungslose Klänge, hinter denen Rottens Poesie daherplätschert.“ Nick Kent von NME war ähnlich negativ und scherzte, dass "unfortunately the 'image', public or otherwise, is a good deal less limited than many of the more practical factors involved in this venture." (das ‚Image‘, ob öffentlich oder nicht, viel weniger begrenzt ist als viele der praktischeren Faktoren, welche bei diesem Unternehmen eine Rolle spielen).
Jedoch gilt das Album heute als bahnbrechender Post-Punk Klassiker. AllMusic-Kritiker Uncle Dave Lewis erklärte, dass die Platte helped set the pace (geholfen hat das Tempo) für das Post-Punk-Genre festzulegen, und fügte hinzu, dass sie among a select few 1978 albums that had something lasting to say about the future of rock music. (unter einigen ausgewählten Alben von 1978 war, die etwas Bleibendes über die Zukunft der Rockmusik zu sagen hatten.) Pitchforks Stuart Berman schrieb, „First Issue’s industrial-strength stompers anticipate the scabrous art-punk of the Jesus Lizard and Slint, while Levene’s guitar curlicues on 'Public Image' are the stuff Daydream Nations are made of.“ („Die industriestarken Stomper von First Issue nehmen den rauen Art-Punk von Jesus Lizard und Slint vorweg, während Levenes Gitarrenschnörkel auf ‚Public Image‘ die Art von Musik sind, aus der Daydream Nations gemacht sind.“) Public Image: First Issue ist zusammen mit Metal Box in dem Buch 1001 Albums You Must Hear Before You Die enthalten.

## Titelliste

### Public Image: first issue
Seite A
1. Theme – 9:05
2. Religion I – 1:40
3. Religion II – 5:40
4. Annalisa – 6:00

Seite B
1. Public Image – 2:58
2. Low Life – 3:35
3. Attack – 2:55
4. Fodderstompf – 7:40

### 2013 US Bonustracks
Seite A
1. The Cowboy Song – 2:19
2. Interview With John Lydon (BBC Radio 1, Rock On, Oct. 28 1978) – 56:54

Quelle

## Besetzung
Public Image Limited
- John Lydon – Gesang, Klavier
- Keith Levene – Gitarre, Synthesizer
- Jah Wobble – Bass, Gesang und Feuerlöscher auf Fodderstompf
- Jim Walker – Schlagzeug

## Charts
| Charts (1978/79)               | Erreichte Position |
| ------------------------------ | ------------------ |
| Australien (Kent Music Report) | 77                 |
| Neuseeland (RIANZ)             | 18                 |
| UK Album-Charts                | 22                 |